# Elysius systron
Elysius systron là một loài bướm đêm thuộc phân họ Arctiinae, họ Erebidae.